# Wormaldia pachita
Wormaldia pachita là một loài Trichoptera trong họ Philopotamidae. Chúng phân bố ở miền Tân bắc.